# Sân vận động St Mary
Sân vận động St Mary (tiếng Anh: St Mary's Stadium) là một sân vận động bóng đá toàn chỗ ngồi ở Southampton, Anh. Đây là sân nhà của câu lạc bộ Premier League Southampton F.C. từ năm 2001. Sân vận động có sức chứa 32.384 chỗ ngồi và hiện là sân vận động bóng đá lớn nhất bên ngoài Luân Đôn ở Nam Anh.

## Các trận đấu của Anh/U21 Anh/nữ Anh/Euro nữ 2022
| 16 tháng 10 năm 2002 Vòng loại Euro 2004 | Anh                                     | 2–2         | Macedonia                 | Southampton, Anh                                                                                        |  |
| 20:00 BST (UTC+01) Match 798             | Beckham 13' · Gerrard 35' · Smith 90+3' | UEFA Report | Šakiri 10' · Trajanov 24' | Sân vận động: Sân vận động St Mary Lượng khán giả: 32.095 Trọng tài: Arturo Dauden Ibañez (Tây Ban Nha) |  |

| 5 tháng 2 năm 2008 Vòng loại giải vô địch bóng đá U-21 châu Âu 2009 | Anh                                              | 3–0    | Cộng hòa Ireland | Southampton, Anh                                                      |  |
| 20:45 CEST                                                          | O'Halloran 59' (l.n.) · Milner 68' · Walcott 78' | Report |                  | Sân vận động: Sân vận động St Mary Trọng tài: Jouni Hyytiä (Phần Lan) |  |

| 28 tháng 3 năm 2011 Giao hữu quốc tế | Anh                     | 2–0    | Na Uy | Southampton, Anh                                                                           |  |
| Trận 288                             | Sturridge 9' · Rose 40' | Report |       | Sân vận động: Sân vận động St Mary Lượng khán giả: 18.000 Trọng tài: Clément Turpin (Pháp) |  |

| 10 tháng 11 năm 2016 Giao hữu quốc tế | Anh                                  | 3–2    | Ý                                      | Southampton, Anh                                                                              |  |
| Trận 345                              | Gray 6' · Baker 60' · Stephens 90+3' | Report | Galloway 13' (l.n.) · Di Francesco 28' | Sân vận động: Sân vận động St Mary Lượng khán giả: 11.550 Trọng tài: Sandro Schärer (Thụy Sĩ) |  |

| 6 tháng 4 năm 2018 Vòng loại World Cup nữ 2019 | Anh | 0–0      | Wales | Southampton, Anh                                                                                  |  |
|                                                |     | Chi tiết |       | Sân vận động: Sân vận động St Mary Lượng khán giả: 25.603 Trọng tài: Pernilla Larsson (Thụy Điển) |  |

| 10 tháng 9 năm 2019 Vòng loại Euro 2020 | Anh                                                            | 5–3      | Kosovo                          | Southampton, Anh                                                                        |  |
| 19:45 BST                               | Sterling 8' · Kane 19' · Vojvoda 38' (l.n.) · Sancho 44, 45+1' | Chi tiết | Berisha 1, 49' · Muriqi 55 pen' | Sân vận động: Sân vận động St Mary Lượng khán giả: 31.155 Trọng tài: Felix Zwayer (Đức) |  |

|  | Anh | – |  | Southampton, Anh                   |
|  |     |   |  | Sân vận động: Sân vận động St Mary |

| Tháng 7 năm 2022 Euro nữ 2021 | A3 | v | A4 | Southampton, Anh                   |
|                               |    |   |    | Sân vận động: Sân vận động St Mary |

| Tháng 7 năm 2022 Euro nữ 2021 | A2 | v | A4 | Southampton, Anh                   |
|                               |    |   |    | Sân vận động: Sân vận động St Mary |

| Tháng 7 năm 2022 Euro nữ 2021 | A4 | v | Anh | Southampton, Anh                   |
|                               |    |   |     | Sân vận động: Sân vận động St Mary |

## Văn hóa dân gian và truyền thuyết địa phương
Theo truyền thuyết địa phương, trong quá trình xây dựng sân vận động, một nhóm cổ động viên Portsmouth F.C. đã chôn áo đội của họ dưới khán đài Northam cuối sân và ném lời nguyền gây ra chuỗi trận thua ban đầu của đội tại sân vận động mới. Phù thủy Pagan Ceridwen Dragonoak Connelly đã thực hiện một nghi lễ Celtic để dỡ bỏ lời nguyền ngay trước chiến thắng đầu tiên của đội.